# Dorcadion turkestanicum
Dorcadion turkestanicum är en skalbaggsart som beskrevs av Ernst Gustav Kraatz 1881. Dorcadion turkestanicum ingår i släktet Dorcadion och familjen långhorningar.
Artens utbredningsområde är Kazakstan. Inga underarter finns listade i Catalogue of Life.